# Nylöse kontrakt
Nylöse kontrakt var ett kontrakt inom Göteborgs stift inom Svenska kyrkan. Kontraktet upphörde 2018 och dess församlingar överfördes då till Göteborgs södra kontrakt (Örgryte, Härlanda, Björkekärr, Göteborgs S:t Pauli) och Göteborgs norra kontrakt (Nylöse, Bergsjön, Kortedala, Angered).
Kontraktskod var 0803.

## Administrativ historik
Kontraktet bildades 1 april 1950 från Göteborgs domprosteris södra kontrakt under namnet Göteborgs östra kontrakt. Kontraktet namnändrades 1962 till Nylöse kontrakt. I kontraktet ingick från bildandet
- Gamlestads församling som 1969 namnändrades till Nylöse församling
- Örgryte församling
- Landvetters församling som 1975 övergick i då bildade Fässbergs kontrakt
- Härryda församling som 1975 övergick i då bildade Fässbergs kontrakt
- Partille församling som 1975 övergick i då bildade Fässbergs kontrakt
- Fässbergs församling, mellan 1922 och 1977 benämnd Mölndals församling, som 1975 övergick i då bildade Fässbergs kontrakt
- Kållereds församling som 1975 övergick i då bildade Fässbergs kontrakt
- Råda församling som 1975 övergick i då bildade Fässbergs kontrakt

1951 bildades Härlanda församling
1960 bildades Kortedala församling
1967 tillfördes från Ale och Vättle kontrakt
- Bergums församling
- Angereds församling

1969 bildades Göteborgs S:t Pauli församling
1971 bildades
- Bergsjöns församling
- Sävedalens församling som 1975 övergick i då bildade Fässbergs kontrakt

1992 bildades:
- Björkekärrs församling